# Trox tasmanicus
Trox tasmanicus är en skalbaggsart som beskrevs av Blackburn 1904. Trox tasmanicus ingår i släktet Trox och familjen knotbaggar. Inga underarter finns listade i Catalogue of Life.